# 防衛機制

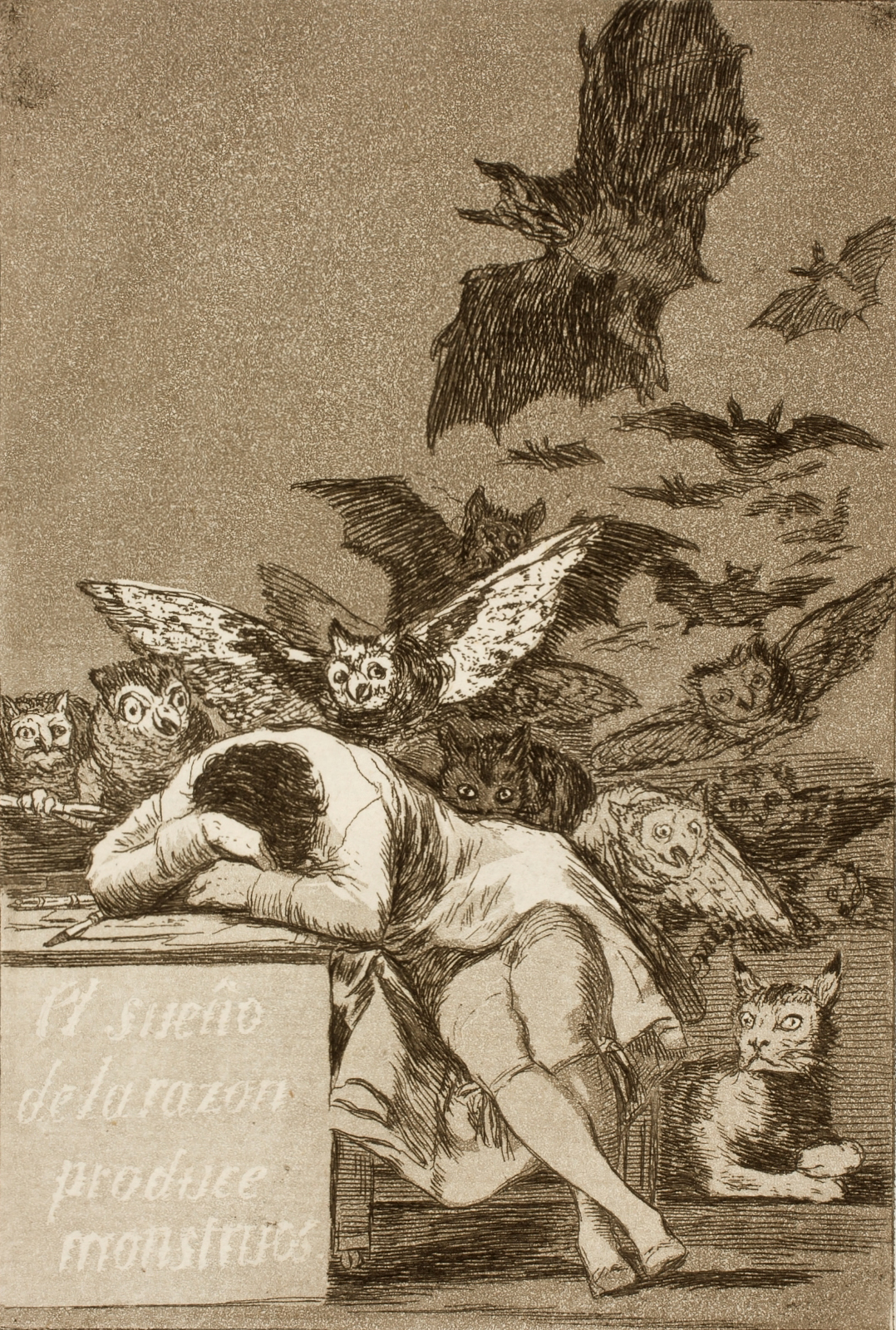
フランシスコ・デ・ゴヤの版画連作『ロス・カプリチョス』から、『理性の眠りは怪物を生む』（El sueño de la razón produce monstruos）

防衛機制（ぼうえいきせい、英: defence mechanism）は、受け入れがたい状況、または潜在的な危険な状況に晒された時に、それによる不安を軽減しようとする無意識的な心理的メカニズムである。欲求不満などによって社会に適応が出来ない状態に陥った時に行われる自我の再適応メカニズムを指す。広義においては、自我と超自我が本能的衝動をコントロールする全ての操作を指す。
元々はジークムント・フロイトのヒステリー研究から考えられたものであり、後に彼の娘のアンナ・フロイトが、父の研究を元に、キンダー・トランスポートでイギリスに連れてこられたユダヤ人の子どもたちのケアをしながら行った児童精神分析の研究の中で整理した概念である。その経過は、アンナ・フロイト著作集の第7・8巻の「ハムステッドにおける研究 : 1956-1965」に詳しい。この研究の舞台になったハムステッドのクリニックは、今のアンナ・フロイトセンターである。
防衛機制には、発動された状況と頻度に応じて、健康なものと不健康なものがある。精神分析の理論では、防衛機制は無意識（スーパーエゴ）において行われ、不安や受け入れがたい衝動から守り、自分の自己スキーマを維持するためになされる、現実の否認または認知の歪みといった心理的戦略であるとされる。

## 防衛機制の仕組みと定義

他の部分との関係性を含めた心の仕組みを説明する際には、氷山の比喩がよく用いられる

防衛には自我が超自我に命令されて行うものと、自我それ自身が行うものとで分かれる。人間にはエス（イド）という心の深層があり、そのエス（イド）から来る欲動から自我が身を守ったり、それを上手く現実適応的に活用したりする方法が、防衛という形で現れる。防衛自体は自我の安定を保つ為に行われるので、健全な機能と言えるが、時にはそれは不快な感情や気分を人間に与えることもある。
ジークムント・フロイトにおける厳密な定義によれば、あらゆる欲動を自我が処理する方法が防衛である。よって人間は常に欲動を防衛している事になる。人間の文化的活動や創造的活動は全て欲動を防衛した結果であり、その変形に過ぎないとされている。しかし一般的には防衛は、自我（あるいは自己）が認識している、否認したい欲求や不快な欲求から身を守る手段として用いられると理解されている。
最初にフロイトが記述した防衛機制は「抑圧」である。アンナ・フロイトは主要な防衛機制として、退行、抑圧、反動形成、分裂、打ち消し、投影、取り入れ、自己への向き換え（自虐）、逆転、昇華の10種類を挙げている。またフロイトの弟子であるメラニー・クラインは、分裂、投影同一視、取り入れなどの原始的防衛機制の概念を発展させた。

### 原始的防衛機制
原始的防衛機制とは、自我の分離 - 固体化が見られる以前から見られる、生後5か月くらいまでの乳幼児でも用いることが出来る基礎的な防衛機制の総称である。自我心理学が発展したアメリカに対し、イギリスでは対象関係論が発展し、フロイトの弟子であったメラニー・クラインが児童分析や重い病理を持つ者の精神分析をしていく中で、この原始的防衛機制を発見し概念化した。対象関係論の「対象関係」とは、主である自分と対象（人間を含む）との関係のことである。フロイトは人間の超自我は4 - 5歳頃に形成されると考えていたが、クラインは、超自我の形成は母子関係が重要な意味を持つ生後1年以内であるとし、母親との対象関係を通じて超自我が発達すると説いた。
クラインの記述した原始的防衛機制は、分裂、否認、投影同一視、原始的理想化、躁的防衛などがあった。

### 道徳的合理化
研究によると、道徳の合理化は人間の普遍的な心理的傾向の一部であることが示唆されている。この傾向は、文化や社会的な背景に関係なく存在する可能性がある。道徳の合理化は、一般的には識別度の低い状況でより頻繁に発生する。人々は、自分の行動や信念を正当化し、説明するために、より曖昧な状況を好む傾向がある。人間の心理は、しばしば自己の行動を合理化しようとする。道徳の合理化は、この心理的なメカニズムの一つである。人々は、自分たちの行動が道徳的であると信じることで、自尊心を保ちながら行動することができる。自己イメージを保護するための防御的なメカニズムとしても機能する。人々は、道徳的な価値観に反する行動を取った場合でも、自分自身を正当化するために、その行動を合理化しようとする。道徳の合理化は、個人の意思決定や行動の根底にある理由を説明する際に、よく見られるパターンである。人々は、自分たちの行動をより良く見せるために、合理的な理由や道徳的な原則を引用することがある。道徳の合理化は、個人や社会のエゴイズムを支える要素とも関連している。自己利益を最大化するために行動する人々は、その行動を道徳的に正当化することで、自分たちを正当化しようとする。

## Vaillantによる防衛機制の分類
防衛機制は、階層的に分類することができる。以下にヴァイラントの4分類に従って示す。

### レベル1、精神病的防衛
自己愛的精神病的防衛とも。
- 転換（Conversion） - 抑圧された衝動や葛藤が、麻痺や感覚喪失となって表現される。手足が痺れたり、失立失歩（脱力し立ったり歩けなくなる）、声が出なくなる失声症や視野が狭くなる、嚥下困難、不食や嘔吐などの症状が出る。
- 否認（Denial）- 不安や苦痛を生み出すようなある出来事から目をそらし、認めないこと[6]。「抑圧」はその出来事を無意識的に追い払うものだが、「否認」は出来事自体が存在しないかのような言動をとる。特に「原始的否認」は分裂を強化するような性質の否認を指す。理想化や脱価値化は、原始的否認を背景とし、また否認を強化する。
- 代替
- 歪曲（Distortion）- 内面ニーズを満たすよう外部の現実を再構成する[6]。
- 投影（Projection）- 自分の内面にある受け入れがたい感情や欲動を、自分のものとして認めず、外部に写し出すこと[6]。これは明らかな妄想（迫害されるという被害妄想）の形を取る（精神病性妄想）[6]。妄想的投影（Delusional projection）。たとえば「私は彼を憎む」が「彼が私を憎む」になる[7]。
- 分裂（Splitting, スプリッティング, スプリット） - 対象や自己に対しての良いイメージ・悪いイメージを別のものとして隔離すること。「良い」部分が「悪い」部分によって汚染、破壊されるという被害的な不安があり、両者を分裂させ、分けることで良い部分を守ろうとする。抑圧が「臭いものにフタをする」のに対し、分裂は「それぞれ別の箱に入れて」しまう。分裂させた自己の悪い部分は、しばしば相手の中に「投影」される。
- 躁的防衛（Manic defence） - 自分の大切な対象を失ったり、傷つけたりしてしまったと感じた時に生じる不安や抑うつなどの不快な感情を意識しなくするために行う。「優越感（征服感）」「支配感」「軽蔑感」の三つの感情に特徴づけられ、自分は万能であり相手を支配できると思い込んだり、逆に相手の価値をおとしめたりする。うつ気分を逆転させた躁の気分で抑うつの痛みを振り払おうとする。

### レベル2、未熟な防衛
- 行動化（Acting out）-  抑圧された衝動や葛藤が問題行動として表出すること[6]。具体的には性的逸脱行動、自傷行為、自殺企図、暴言、暴力、過食、拒食、浪費、万引き、薬物依存、アルコール依存などが挙げられる。
- 途絶（Blocking）[6]
- 病気不安症（Illness Anxiety Disorder）[6] - 深刻な病気への過度の心配や思い込みの状態
- 取り入れ（摂取, Introjection）[6] - 投影と逆で、他者の中にある感情や観念、価値観などを自分のもののように感じたり、受け入れたりすること。特に他者の好ましい部分を取り入れることが多い。発達過程においては道徳心や良心の形成に役立つ。しかし度が過ぎると主体性のなさに繋がったり、他人の業績を自分のことと思い込んで満足する（自我拡大）、自他の区別がつきにくい人間となる。「相手にあやかる」[7]。
- シゾイド幻想（Schizoid Fantasy）[6] - 内部や外部への葛藤を解消するため、妄想へと退化する
- 理想化 - 自己と対象が「分裂」している状態で、分裂させた一方を過度に誇大視して「理想化」すること。分裂されたもう一方は「脱価値化」を伴う。高次の「理想化」は、対象の悪い部分を見ないようにすることで自分の攻撃性を否認し、それに伴う罪悪感を取り去るのに対し、「原始的理想化」は、対象の悪い部分に破壊されないようにその部分を認識しないようにする。
- 受動的攻撃行動[6] - サボタージュ

など。
- 投影性同一視（Projective identification, 投影同一視、投影同一化） - スプリッティングが働いている中で、自分自身の悪い部分を相手の中に写し（投影）、相手を支配している、または傷つけていると感じること。その時に投影されている側の人間に、投影された「悪い部分」（憎しみや怒り、軽蔑など）の感情が生まれるという現象が起こる。
- 投影（Projection）[6] - 自分自身の中にある受け入れがたい不快な感情を、自分以外の他者が持っていると知覚すること。例えば、自分が憎んでいる相手を「憎んでいる」とは意識できず、相手が自分を憎んでおり攻撃してくるのではないかと思い恐れる、自分が性的な欲望を感じている異性に対し、相手が自分に情欲を感じていると思い、「誘惑されている」と感じたりする。
- 退行（Regression）[6]- 耐え難い事態に直面したとき、現在の自分より幼い時期の発達段階に戻ること。以前の未熟な段階の低次な行動をしたり、未分化な思考や表現様式となる。不安な時に他人の話を鵜呑みにしやすくなったりするのも退行の一種だが、これは「取り入れ」をよく用いる発達段階に戻ったことでおこる現象である。退行には「病的退行」以外にも「治療的退行」、「創造的退行（健康的退行）」などがある。病的退行は持続的な機能の低下を起こさせるが、治療的退行は治療を施したことにより表出する、一時的、可逆的な現象である。
- 身体化（Somatization） - [6]抑圧された衝動や葛藤が、様々な身体症状となって表れること。心気化。
- 希望的観測

### レベル3、神経症的防衛
- 統制（Controlling）[6] - 周囲環境における出来事や対象を、過度に管理・統制しようとする。
- 置き換え（Displacement）[6] - 欲求を本来のものとは別の対象に置き換えることで充足すること。
- 解離（Dissociation）[6] - 苦悩を避けるために、自分のパーソナリティの一部を一時的だが徹底的に一部変更すること。遁走など。
- 外在化（Externalization）[6]
- 静止（Inhibition）[6]
- 知性化（Intellectualization）[6] - 孤立の形をとる。感情や痛みを難解な専門用語を延々と語るなどして観念化し、情緒から切り離す機制。
- 隔離（Isolation）[6] - 思考と感情、または感情と行動が切り離されていること[7]。「本音と建前」[7]。観念とそれに伴う感情とを分離するが、観念は意識において保持し、感情は抑圧することなどである。おかしな行為だと自分では気づいているがその行為が止められない、ある種の強迫行為と関わっていると考えられている。
- 合理化（Rationalization）[6] - 満たされなかった欲求に対して、理論化して考えることにより自分を納得させること。イソップ寓話『すっぱい葡萄』が例として有名。狐は木になる葡萄を取ろうとするが、上の葡萄が届かないため、「届かない位置にあるのはすっぱい葡萄」だと口実をつける。
- 反動形成（Reaction formation）[6] - 受け入れがたい衝動、観念が抑圧され、無意識的なものとなり、意識や行動レベルでは正反対のものに置き換わること。本心と裏腹なことを言ったり、その思いと正反対の行動をとる。憎んでいるのに愛していると思い込んだり、愛他主義の背後に実は利己心があったりと、性格として固定されることも多い。
- 抑圧（Repression）[6] - 実現困難な欲求や苦痛な体験などを無意識の中に封じ込め忘れようとすることである。その内容には観念、感情、思考、空想、記憶が含まれる。ジークムント・フロイトはこの「抑圧」が最も基本的な防衛機制と考えた。特に心的外傷体験（トラウマ体験）や、性的な欲求などの倫理的に禁止された欲求が抑圧されると考えられている。 否認との違いは、否認は実現困難な欲求や苦痛な体験を一時的に忘れるだけで、他人に指摘されるとその事に気付く。しかし抑圧は意識より深い心の深部（前意識や無意識）にまで押し込められてしまう。そのため基本的には思い出せなくなってしまう。思い出すには努力が必要であり、それほど悪い観念でなければ簡単に思い出せるが（前意識からの思い出し）、強い抑圧は無意識にまで押しやられているので思い出すのは困難である。その代表例としては赤ちゃんの頃の記憶などがある。
- 性的特徴化（Sexalization）[6]
- 打ち消し（Undoing） - 罪悪感や恥の感情を呼び起こす行為をした後で、それを打ち消すような類似の、またはそれとは逆の行動を取ること。分離と共に用いられることが多い。
- 社会的な上向き・下向きの比較
- 逃避（Withdrawal）

### レベル4、成熟した防衛
- アクセプタンス（受容）
- 愛他主義（Altruism）- たとえ自分が不利益を被っても、他人に代わって建設的な助けをする[6]。
- 先取り（Anticipation）- 将来の苦痛を予想する[6]。
- 禁欲主義（Asceticism）[6]
- 勇気（Courage）
- 感情の自己コントロール
- 感情的レジリエンス
- 許し（Forgiveness）
- 感謝（Gratitude）
- 謙虚（Humility）
- ユーモア[6]
- 同一視（Identification） - 自分にない名声や権威に自分を近づけることによって自分を高めようとすること。他者の状況などを自分のことのように思い、感じ考え行動すること[7]。この同一視は他人から他人へ伝染する。
- 慈悲
- マインドフルネス
- 節制（Moderation）
- 忍耐（Patience）
- 尊敬（Respect）
- 昇華（Sublimation）[6] - 反社会的な欲求や感情を、社会に文化的に還元出来得るような価値ある行動へと置き換えること[6][7]。例えば、性的欲求を詩や小説に表現することなどである。
- 抑制（Suppression）[6] - 意識的な衝動を、意識的もしくはほぼ意識的に延期する[6]。
- 寛容（Tolerance）

## 臨床における防衛

### 転移
転移（transference）とは、幼児期に存在した重要な人物への感情を、現今の目の前にいる治療者人物（医師やカウンセラーなど）に向ける（転じて移す）事 。この概念は精神分析における臨床現象として特に区別される。この現象には同一視と投影、置き換えと退行などが同時に複数発生する。
転移は次の二種類に分別される。
- 陽性転移 - 好意、親しみ、甘え、依存、信頼、愛情、性的感情、尊敬、理想化など [7]
- 陰性転移 - 敵意、嫌悪、馴染みにくさ、腹立ち、不振、軽蔑、恐怖など [7]

たとえば患者-治療者関係において、以下のようなやりとりがある。
- 「眠れないんです、薬くださいよう」（陽性転移） - 患者は治療者に「やさしい母親」を期待している（理想化）
- 「眠れないぞ、薬くれ！」（陰性転移） - 患者は治療者を格下げしている（脱価値化）

### 逆転移
逆転移（counter transference）とは、治療者が患者に対して抱く無意識の心の動きのこと。例えば、クライアントが診察に訪れる機会を楽しみに感じてしまう。この時点では、既に意識化されている。治療者は逆転移を足がかりにして、自身の中に想起する感情を自己点検し、コントロールする必要がある。
たとえば患者-治療者関係において、以下のようなやりとりがある。
- 患者「眠れないんです、睡眠薬ください！」
  - 「仕方ないわね、今回だけだからね」（陽性逆転移）- 治療者は患者を子供としてあやし、自立を阻害している。
  - 「ダメです！薬ばかりに頼っては！」（陰性逆転移）- 治療者は患者を子供のように叱り、関係を壊している。